# Duside Hospital
Das Duside Hospital – auch bekannt als Firestone Medical Center – ist ein privates Krankenhaus im westafrikanischen Staat Liberia und liegt auf dem Firmengelände der Firestone-Plantage, etwa 10 Kilometer südöstlich der Stadt Careysburg im Margibi County.
Das im Jahr 2008 sanierte Hospital verfügt über 300 Betten und gilt als das modernste Krankenhaus in Liberia. Es dient vordringlich der medizinischen Versorgung der Firestone-Werksangehörigen, in Abstimmung mit dem liberianischen Gesundheitsministerium werden auch Operationen und Behandlungen für die ländliche Bevölkerung der Region übernommen.